# タニオアクション
タニオアクションはMGCが開発したオートマチックモデルガン用の擬似ブローバック機構である。トリガーを引くと連動して動く爪状パーツがスライドを引っ掛けて後退させ、同時に薬室内のカートリッジが排莢される。トリガーを引き切ると引っ掛かりが外れてスプリングの力でスライドが前進し、弾倉のカートリッジを薬室に送り込む。排莢・装填の動作はこのトリガーアクションのみで成立するため、現在のブローバックモデルのように火薬やガスなどの動力を必要としない。別名スライドアクション、指アクション。タニオアクションの名称は開発者 小林太三の幼少期のあだ名「タニオ」から付けられた俗称であり、MGCでの正式名（スライドアクション）ではないが、銃専門雑誌でも特に注釈なく使用されることが多い。

## 概要
トリガーと連動してスライドが動くトイガンは1960年代初めには米国のMacoがすでに販売していたが、トリガーとスライドのストロークが同じため、動きが中途半端なものだった。MGCの開発担当であった小林太三はこの欠点を改良し、小さなトリガーストロークでもスライドが大きく前後する機構としてタニオアクションを考案、MGC初の自社製モデルガン「ワルサーVP-II」に採用した。当時はブローバックモデルガンは存在せず、この排莢ギミックはモデルガン創成期の画期的な技術であった。
1964年にMGCから発売されたタニオアクション式のワルサーPPKは映画007シリーズのブームとともにヒット作となり、他社でコピー品が相次いで作られるなど、この時代の傑作モデルガンのひとつになった。MGCはワルサーP38、モーゼルHSc、ベレッタポケットなどのタニオアクションモデルを発売したほか、中田商店はタニオアクション式のルガーP08を発売するなど、同機構は多くのモデルガンで採用された。また、1960年代の邦画に登場するプロップガンの一部に電気着火とタニオアクションを組み合わせたものが使用されているが、これらは小林太三が製作したものである。
1968年、MGCは紙火薬の爆発力を利用してカートリッジの排莢・装填を行うデトネーター式ブローバックを開発し、MP40に採用した。1971年には拳銃型として初のブローバックモデルとなるベレッタM1934が登場し、モデルガンでも本格的なブローバック式が採用され始めた。市場からは「オートマチックモデルガンはブローバックし、かつリアルであること」が求められるようになると玩具然としたタニオアクション式は支持されなくなった。ブローバック式が主流になってからもタニオアクション式は安価な製品に採用されて細々と販売が続けられたが、エアソフトガンの台頭によるモデルガンのシェア減少にともないトイガン市場から消滅した。
長らく途絶えていたタニオアクションだが、ホビーフィックスが2000年代に発売した金属製M1911A1シリーズにはクアックショットアクションと称して同機構が採用されている。これは法規制により銃身に相当する部分が取り外し可能な自動装填式拳銃の金属製モデルガンは、タニオアクションのものしか販売が認められていないためである。なお、同M1911A1シリーズはカートリッジが使用できない構造のため、トリガーアクションによるスライドの前後動のみ可能である。

## 製品
金属製
- ワルサーVP-II (MGC)
- ワルサーPPK (MGC、ハドソン産業、マルシン工業、丸郷商店、小茂田商店、鈴木製作所)
- ワルサーP38 (MGC、マルシン工業)
- モーゼルHSc (MGC、国際産業)
- ベレッタポケット (MGC)
- ルガーP08 (中田商店、マルシン工業)
- ブローニング22オートマグ（小茂田商店）
- コルトM1911A1 (ホビーフィックス)

プラスチック製
- ワルサーP5 (マツシロ)
- ワルサーPPK (小茂田商店)
- ワルサーP38 (小茂田商店)
- ブローニング・センチュニアル・ハイパワー (小茂田商店)